# سیارک ۳۳۷۴۶
سیارک ۳۳۷۴۶ (به انگلیسی: 33746 Sombart، نامگذاری:1999OK) سی و سه هزار و هفتصد و چهل و ششمین سیارک کشف شده‌است که در ۱۷ ژوئیه ۱۹۹۹ کشف شد.